# Порту-ду-Манги
Порту-ду-Манги (порт. Porto do Mangue) — муниципалитет в Бразилии, входит в штат Риу-Гранди-ду-Норти. Составная часть мезорегиона Запад штата Риу-Гранди-ду-Норти. Входит в экономико-статистический микрорегион Вали-ду-Асу. Население составляет 4909 человек на 2006 год. Занимает площадь 361,237 км². Плотность населения — 15,4 чел./км².

## Статистика
- Валовой внутренний продукт на 2003 год составляет 70 295 323,00 реалов (данные: Бразильский институт географии и статистики).
- Валовой внутренний продукт на душу населения на 2003 год составляет 15 548,62 реалов (данные: Бразильский институт географии и статистики).
- Индекс развития человеческого потенциала на 2000 год составляет 0,598 (данные: Программа развития ООН).